# Кабелла, Реми
Реми́ Кабелла́ (фр. Rémy Cabella; 8 марта 1990, Аяччо, Франция) — французский футболист, полузащитник клуба «Лилль».

## Биография
Реми Кабелла родился 8 марта 1990 года в Аяччо от корсиканской матери и итальянского отца, был третьим в семье из четырёх человек. Начал футбол в возрасте трёх лет в футбольном клубе Аяччо. Карьеру в качестве футболиста-юниора Реми начал в клубе «Газелек», а затем в возрасте 14 лет перешёл в академию французского клуба «Монпелье», в составе команды U19 которого выиграл Кубок Гамбарделла.

### Клубная карьера
Воспитанник клуба «Монпелье». Начал выступать в Лиге 1 в составе клуба «Арль-Авиньон», за который играл на правах аренды. Дебютировал 4 декабря 2010 года в матче против «Нанси».
Первый гол за забил в ворота «Лорьяна» 12 марта 2011 года.
По окончании сезона 2010/11 вернулся в «Монпелье» и в матче против «Осера», сыгранном 6 августа 2011 года, дебютировал в команде.
21 сентября  матче против «Аяччо» ударом головой забил свой первый гол за «Монпелье»
.
По итогам сезона в составе «Монпелье» стал чемпионом Франции.
18 сентября 2012 года матчем против лондонского «Арсенала» дебютировал в Лиге чемпионов
.
14 июля 2014 года Кабелла перешёл в «Ньюкасл Юнайтед», подписав контракт с английским клубом на шесть лет. В августе 2015 года он отправился в годичную аренду в марсельский «Олимпик» с последующей возможностью выкупа контракта. Этот переход был частью соглашения между «Ньюкаслом» и «Олимпиком», по которому в английский клуб приобрёл Флориана Товена.
Сезон 2017/18 провел в клубе «Сент-Этьен» на правах аренды. В сезоне 2018/19 перешёл в «Сент-Этьен» на постоянной основе за € 5 млн. Провел 34 матча в Лиге 1, забил 8 голов и сделал 7 результативных передач; был признан лучшим игроком команды в сезоне-2018/19.
Летом 2019 года перешёл в «Краснодар» за € 13 млн. Кабелла — первый корсиканец в чемпионате России по футболу. В августе 2019 года в матче Лиги чемпионов с греческим «Олимпиакосом» получил разрыв передней крестообразной связки колена и выбыл из строя на полгода. 1 июля 2020 года вернулся на поле в гостевом матче против «Ростова» (1:1). 12 июля 2020 года в домашнем матче против «Урала» забил первый гол за клуб с пенальти (3:0).
9 августа в гостевом матче против «Уфы» (3:0) сделал дубль. 22 сентября в первом матче раунда плей-офф Лиги чемпионов против ПАОКа (2:1) заработал пенальти, а затем забил победный гол. В ответном гостевом матче (2:1) 30 сентября снова забил гол. 21 ноября в домашнем матче против «Тамбова» забил гол и был признан лучшим игроком матча (1:0). 8 декабря 2020 года в гостевом матче Лиги чемпионов УЕФА 2020/2021 против «Челси» забил гол (1:1).
В сезоне 2021/22 в матчах против Арсенала (3:2), «Ахмата» (2:0), «Сочи» (3:0) забивал голы и признавался лучшим игроком матча. 9 марта 2022 года Кабелла расторг соглашение с «Краснодаром» по взаимному согласию сторон.

### В сборной
В 2011 году дебютировал в молодёжной сборной Франции. В составе сборной полузащитник принимал участие в отборочном турнире к молодёжному чемпионату Европы 2013 года.
27 мая 2014 года дебютировал в основной сборной, выйдя на замену в матче против сборной Норвегии. Был в заявке сборной Франции на чемпионате мира 2014 года в Бразилии, но не сыграл ни одного матча. Последний матч за сборную сыграл в октябре 2014 года.
В 2016 году сыграл один матч за неофициальную команду Корсики (против Страны Басков).

## Статистика
| Выступление       | Выступление      | Выступление      | Чемпионат | Чемпионат | Кубки | Кубки | Континент. | Континент. | Итого | Итого |
| Клуб              | Лига             | Сезон            | Игры      | Голы      | Игры  | Голы  | Игры       | Голы       | Игры  | Голы  |
| ----------------- | ---------------- | ---------------- | --------- | --------- | ----- | ----- | ---------- | ---------- | ----- | ----- |
| → Арль-Авиньон    | Лига 1           | 2010/11          | 17        | 3         | 1     | 0     | —          | —          | 18    | 3     |
| → Арль-Авиньон    | Итого            | Итого            | 17        | 3         | 1     | 0     | 0          | 0          | 18    | 3     |
| Монпелье          | Лига 1           | 2011/12          | 29        | 3         | 5     | 3     | —          | —          | 34    | 6     |
| Монпелье          | Лига 1           | 2012/13          | 31        | 7         | 4     | 1     | 6          | 0          | 41    | 8     |
| Монпелье          | Лига 1           | 2013/14          | 37        | 14        | 4     | 0     | —          | —          | 41    | 14    |
| Монпелье          | Итого            | Итого            | 97        | 24        | 13    | 4     | 6          | 0          | 116   | 28    |
| Ньюкасл Юнайтед   | Премьер-лига     | 2014/15          | 31        | 1         | 5     | 0     | —          | —          | 36    | 1     |
| Ньюкасл Юнайтед   | Итого            | Итого            | 31        | 1         | 5     | 0     | 0          | 0          | 36    | 1     |
| → Олимпик Марсель | Лига 1           | 2015/16          | 34        | 5         | 5     | 1     | 6          | 0          | 45    | 6     |
| → Олимпик Марсель | Итого            | Итого            | 34        | 5         | 5     | 1     | 6          | 0          | 45    | 6     |
| Олимпик Марсель   | Лига 1           | 2016/17          | 29        | 2         | 3     | 4     | —          | —          | 32    | 6     |
| Олимпик Марсель   | Лига 1           | 2017/18          | 3         | 1         | —     | —     | 1          | 0          | 4     | 1     |
| Олимпик Марсель   | Итого            | Итого            | 32        | 3         | 3     | 4     | 1          | 0          | 36    | 7     |
| → Сент-Этьен      | Лига 1           | 2017/18          | 26        | 7         | 1     | 0     | —          | —          | 27    | 7     |
| → Сент-Этьен      | Итого            | Итого            | 26        | 7         | 1     | 0     | 0          | 0          | 27    | 7     |
| Сент-Этьен        | Лига 1           | 2018/19          | 34        | 8         | 3     | 2     | —          | —          | 37    | 10    |
| Сент-Этьен        | Итого            | Итого            | 34        | 8         | 3     | 2     | 0          | 0          | 37    | 10    |
| Краснодар         | Премьер-лига     | 2019/20          | 9         | 2         | 0     | 0     | 3          | 0          | 12    | 2     |
| Краснодар         | Премьер-лига     | 2020/21          | 24        | 8         | 1     | 0     | 7          | 3          | 32    | 11    |
| Краснодар         | Премьер-лига     | 2021/22          | 4         | 1         | 0     | 0     | 0          | 0          | 4     | 1     |
| Краснодар         | Итого            | Итого            | 37        | 11        | 1     | 0     | 10         | 3          | 48    | 14    |
| Всего за карьеру  | Всего за карьеру | Всего за карьеру | 308       | 62        | 32    | 11    | 23         | 3          | 363   | 76    |

### Сборная
| Франция | Франция | Франция |
| Год     | Игры    | Голы    |
| ------- | ------- | ------- |
| 2014    | 4       | 0       |
| Всего   | 4       | 0       |

| № | Дата            | Оппонент | Счёт | Голы | Пасы | Карточки | Минуты    | Соревнование      |
| - | --------------- | -------- | ---- | ---- | ---- | -------- | --------- | ----------------- |
| 1 | 27 мая 2014     | Норвегия | 4:0  | —    | —    | —        | 10'( 80') | Товарищеский матч |
| 2 | 4 сентября 2014 | Испания  | 1:0  | —    | —    | —        | 15'( 75') | Товарищеский матч |
| 3 | 7 сентября 2014 | Сербия   | 1:1  | —    | —    | —        | 60'( 60') | Товарищеский матч |
| 4 | 14 октября 2014 | Армения  | 3:0  | —    | —    | —        | 30'( 60') | Товарищеский матч |

Итого: сыграно матчей: 4 / забито голов: 0; победы: 3, ничьи: 1, поражения: 0.

### Участие в турнирах
| №  | Турнир                     | Матчи | Голы | Ассисты | Предупреждён | Yellow card · Yellow-red card | Red card |
| -- | -------------------------- | ----- | ---- | ------- | ------------ | ----------------------------- | -------- |
| 1  | Лига 1                     | 240   | 50   | 34      | 34           | 1                             | —        |
| 2  | Премьер-лига               | 31    | 1    | 2       | 2            | —                             | —        |
| 3  | Премьер-лига               | 27    | 10   | 3       | 3            | —                             | —        |
| 4  | Кубок Франции              | 19    | 9    | 3       | 4            | —                             | —        |
| 5  | Лига чемпионов             | 14    | 3    | 2       | 1            | —                             | —        |
| 6  | Лига Европы                | 9     | —    | —       | 3            | —                             | —        |
| 7  | Кубок французской лиги     | 6     | 2    | —       | —            | —                             | —        |
| 8  | Товарищеские матчи Сборной | 4     | —    | 1       | —            | —                             | —        |
| 9  | Кубок Английской лиги      | 2     | —    | —       | —            | —                             | —        |
| 10 | Кубок России               | 1     | —    | —       | —            | —                             | —        |
| 11 | Суперкубок Франции         | 1     | —    | —       | —            | —                             | —        |
| 12 | Кубок Англии               | 1     | —    | —       | —            | —                             | —        |

Итого: сыграно матчей: 355. Забито мячей: 75. «Ассистов»: 45.

## Достижения
«Монпелье»
- Чемпион Франции: 2011/12